# Campionato europeo di baseball 2003
Il campionato europeo di baseball 2003 è stato la ventottesima edizione del campionato continentale. Si svolse ad Amsterdam, Rotterdam e Haarlem, nei Paesi Bassi, dall’11 al 19 luglio, e fu vinto dai Paesi Bassi, alla loro diciottesima affermazione in ambito europeo.

## Squadre partecipanti
- Belgio
- Croazia
- Francia
- Germania
- Grecia
- Italia

- Paesi Bassi
- Rep. Ceca
- Regno Unito
- Russia
- Spagna
- Svezia

## Risultati

### Gruppo A
|    | Team        | V - P | Pf - Ps | %     |
| -- | ----------- | ----- | ------- | ----- |
| 1. | Paesi Bassi | 5 - 0 | 29 - 3  | 1.000 |
| 2. | Rep. Ceca   | 3 - 2 | 10 - 13 | 0.600 |
| 3. | Francia     | 2 - 3 | 17 – 14 | 0.400 |
| 4. | Svezia      | 2 - 3 | 21 – 20 | 0.400 |
| 5. | Croazia     | 2 - 3 | 16 – 16 | 0.400 |
| 6. | Belgio      | 1 - 4 | 5 – 32  | 0.200 |

| 11 luglio 2003 | Croazia | 0 – 4 | Francia |  |

| 11 luglio 2003 | Belgio | 0 – 7 | Paesi Bassi |  |

| 11 luglio 2003 | Rep. Ceca | 1 – 0 | Svezia |  |

| 12 luglio 2003 | Svezia | 4 – 6 | Croazia |  |

| 12 luglio 2003 | Paesi Bassi | 6 – 0 | Rep. Ceca |  |

| 12 luglio 2003 | Francia | 9 – 1 | Belgio |  |

| 13 luglio 2003 | Rep. Ceca | 1 – 2 | Belgio |  |

| 13 luglio 2003 | Francia | 1 – 7 | Svezia |  |

| 13 luglio 2003 | Paesi Bassi | 5 – 3 | Croazia |  |

| 14 luglio 2003 | Paesi Bassi | 1 – 0 | Francia |  |

| 14 luglio 2003 | Belgio | 2 – 10 | Svezia |  |

| 14 luglio 2003 | Rep. Ceca | 3 – 2 | Croazia |  |

| 15 luglio 2003 | Svezia | 0 – 10 | Paesi Bassi |  |

| 15 luglio 2003 | Francia | 3 – 5 | Rep. Ceca |  |

| 15 luglio 2003 | Croazia | 5 – 0 | Belgio |  |

### Gruppo B
|    | Team        | V - P | Pf - Ps | %     |
| -- | ----------- | ----- | ------- | ----- |
| 1. | Grecia      | 4 - 1 | 34 – 7  | 0.800 |
| 2. | Italia      | 4 - 1 | 29 – 10 | 0.800 |
| 3. | Spagna      | 4 - 1 | 21 – 13 | 0.800 |
| 4. | Russia      | 2 - 3 | 19 – 29 | 0.400 |
| 5. | Regno Unito | 1 - 4 | 14 - 33 | 0.200 |
| 6. | Germania    | 0 - 5 | 13 - 38 | 0.000 |

| 11 luglio 2003 | Regno Unito | 1 – 4 | Russia |  |

| 11 luglio 2003 | Spagna | 1 – 0 | Grecia |  |

| 11 luglio 2003 | Germania | 2 – 10 | Italia |  |

| 12 luglio 2003 | Russia | 4 – 5 | Spagna |  |

| 12 luglio 2003 | Italia | 7 – 5 | Regno Unito |  |

| 12 luglio 2003 | Grecia | 11 – 0 | Germania |  |

| 13 luglio 2003 | Italia | 1 – 2 | Grecia |  |

| 13 luglio 2003 | Russia | 7 – 6 | Germania |  |

| 13 luglio 2003 | Spagna | 9 – 2 | Regno Unito |  |

| 14 luglio 2003 | Russia | 0 – 6 | Italia |  |

| 14 luglio 2003 | Regno Unito | 1 – 10 | Grecia |  |

| 14 luglio 2003 | Spagna | 5 – 2 | Germania |  |

| 15 luglio 2003 | Germania | 3 – 5 | Regno Unito |  |

| 15 luglio 2003 | Italia | 5 – 1 | Spagna |  |

| 15 luglio 2003 | Grecia | 11 – 4 | Russia |  |

### Girone 9º/12º posto
|    | Team        | V - P | Pf - Ps | %     |
| -- | ----------- | ----- | ------- | ----- |
| 1. | Regno Unito | 3 - 0 | 21 – 10 | 1.000 |
| 2. | Croazia     | 2 - 1 | 12 – 13 | 0.667 |
| 3. | Belgio      | 1 - 2 | 13 – 11 | 0.333 |
| 4. | Germania    | 0 - 3 | 6 – 18  | 0.000 |

| 17 luglio 2003 | Croazia | 5 – 3 | Germania |  |

| 17 luglio 2003 | Regno Unito | 6 – 5 | Belgio |  |

| 18 luglio 2003 | Germania | 0 – 8 | Belgio |  |

| 18 luglio 2003 | Croazia | 2 – 10 | Regno Unito |  |

### Quarti di finale
| 17 luglio 2001 | Italia | 2 – 4 | Svezia |  |

| 17 luglio 2003 | Rep. Ceca | 5 – 9 | Spagna |  |

| 17 luglio 2003 | Paesi Bassi | 8 – 0 | Russia |  |

| 17 luglio 2003 | Grecia | 11 – 1 | Francia |  |

### Semifinali 5º/8º posto
| 18 luglio 2003 | Rep. Ceca | 2 – 0 | Francia |  |

| 18 luglio 2003 | Italia | 9 – 3 | Russia |  |

### Semifinali
| 18 luglio 2003 | Svezia | 0 – 21 | Paesi Bassi |  |

| 18 luglio 2003 | Grecia | 10 – 0 | Spagna |  |

### Finale 7º/8º posto
| 19 luglio 2003 | Francia | 5 – 0 | Russia |  |

### Finale 5º/6º posto
| 19 luglio 2003 | Rep. Ceca | 1 – 2 | Italia |  |

### Finale 3º/4º posto
| 19 luglio 2003 | Spagna | 5 – 2 | Svezia |  |

### Finale
| 19 luglio 2003 | Paesi Bassi | 2 – 0 | Grecia |  |

## Classifica finale
| Campione d'Europa | Campione d'Europa | Campione d'Europa |
| ----------------- | ----------------- | ----------------- |
| Paesi Bassi       |                   |                   |
| Argento           | Grecia            |                   |
| Bronzo            | Spagna            |                   |
| 4.                | Svezia            |                   |
| 5.                | Italia            |                   |
| 6.                | Rep. Ceca         |                   |
| 7.                | Francia           |                   |
| 8.                | Russia            |                   |
| 9.                | Regno Unito       |                   |
| 10.               | Croazia           |                   |
| 11.               | Belgio            |                   |
| 12.               | Germania          |                   |